# Thomas Webel
Thomas Webel, né le 27 juillet 1954 à Bad Pyrmont, est un homme politique allemand, membre de l'Union chrétienne-démocrate d'Allemagne (CDU).
De 2011 à 2021, il est ministre du Développement régional et des Transports de Saxe-Anhalt.